# Bistrik (Sarajevo, BiH)
Bistrik je jedno od najstarijih naselja grada Sarajeva, smješteno na lijevoj obali rijeke Miljacke, koje upravno i povijesno pripada općini Stari Grad Sarajevo.
U sklopu naselja Bistrik se nalaze dva Nacionalna spomenika Bosne i Hercegovine: 
- Franjevačka crkva sv. Ante Padovanskog;
- Konak na Bistriku.

Također, dva spomenika se nalaze na privremenoj listi: 
- Zgrada željezničkog kolodvora Bistrik;[1]
- Sarajevska pivovara.